# Microsoft Office 97
Microsoft Office 97 (numero di versione 8.0) è una suite di Microsoft per l'ufficio distribuita alla fine del 1996. Essa è una delle versioni di Microsoft Office più longeva e più usata. Il suo successore è Office 2000, distribuito nel 1999. È la prima versione a essere distribuita solo su CD-ROM e l'ultima a supportare Windows NT 3.51 su i386 e Alpha (Outlook, FrontPage e Publisher 98 richiede Windows NT 4.0). Da notare è l'aggiunta degli Assistenti di Office.

## Edizioni
Mentre di Office per Windows 95 furono distribuite solo due versioni, Standard e Professional, di Office 97 vennero distribuite cinque versioni aventi tutte caratteristiche diverse. Le 5 versioni potevano essere Full o per Aggiornamento. La versione aggiornamento era più economica, ma poteva essere installata solo sui computer che avevano Office per Windows 95 o inferiore.
| Applicazione         | Std | Pro | Dev | SB | SB2 |
| -------------------- | --- | --- | --- | -- | --- |
| Word                 | Sì  | Sì  | Sì  | Sì | Sì  |
| Excel                | Sì  | Sì  | Sì  | Sì | Sì  |
| PowerPoint           | Sì  | Sì  | Sì  | No | No  |
| Outlook              | Sì  | Sì  | Sì  | Sì | Sì  |
| Access               | No  | Sì  | No  | No | No  |
| Publisher            | No  | No  | No  | Sì | Sì  |
| DT e SDK             | No  | No  | Sì  | No | No  |
| SBFM                 | No  | No  | No  | Sì | Sì  |
| DMM                  | No  | No  | No  | No | Sì  |
| Expedia Streets      | No  | No  | No  | No | Sì  |
| Automap Streets Plus | No  | No  | No  | Sì | No  |
| IE3                  | Sì  | Sì  | Sì  | Sì | No  |
| IE4                  | No  | No  | No  | No | Sì  |

## Office 97 Powered by Word 98
È una versione della suite distribuita cinque giorni dopo l'uscita di Windows 98. Conteneva tutte le versioni di Publisher e Outlook 98 ed era l'unico modo per avere Word 98. Questa versione è pienamente compatibile con Windows 98.

## Assistenti di Office
Una delle novità di Office 97 è quella di avere degli assistenti di Office. Fra i più famosi vi è Clippy la graffetta. Gli assistenti office segnalano gli errori nel testo e spiegano le possibili soluzioni, cosa che in Office per Windows 95 era fatta da una didascalia rettangolare. Gli assistenti office furono eliminati a partire da Office 2007 nel 2006.

## Easter egg
Vi sono anche due easter egg complessi: su Word può spuntare un gioco di flipper chiamato Pinball mentre su Excel c'è un simulatore di volo.